# Discontinuità di Lehmann

A) Discontinuità di Mohorovičić. B) Discontinuità di Gutenberg.
C) Discontinuità di Lehmann. 1) Crosta continentale 2) Crosta oceanica 3) Mantello superiore 4) Mantello inferiore 5) Nucleo esterno 6) Nucleo interno.

Col nome discontinuità di Lehmann si indicano due differenti discontinuità nella struttura interna della Terra, entrambe scoperte dalla sismologa danese Inge Lehmann. 
La più importante di esse, rappresentata nella figura a fianco, è una discontinuità situata ad una profondità di circa 5150 km, che si manifesta in una riflessione delle onde P. Essa fu interpretata dalla scopritrice come una superficie di contatto tra il nucleo terrestre esterno liquido, ed il nucleo terrestre interno solido. Prima di tale scoperta si pensava che il nucleo terrestre fosse interamente liquido.
L'altra discontinuità, anch'essa chiamata di Lehmann, si manifesta in un aumento brusco della velocità delle onde P e delle onde S ad una profondità di 220±30 km. Tale discontinuità, che è presente sotto i continenti ma di solito non sotto gli oceani, è ancora oggi oggetto di controversie. Sono state proposte più spiegazioni; un limite più basso dell'astenosfera malleabile, una transizione di fase,  o più probabilmente una variazione della profondità nell'anisotropia delle onde sismiche secondarie.